# Tarussa (Fluss)
Die Tarussa (russisch Таруса) ist ein 88 km langer linker Nebenfluss der Oka in der russischen Oblast Kaluga.

## Verlauf
Die Tarussa entspringt 18 km nordöstlich von Kaluga auf einer Höhe von etwa 220 m. Sie fließt in überwiegend östlicher Richtung und mündet schließlich bei der Kleinstadt Tarussa in die Oka. Die Tarussa entwässert ein 915 km² großes Areal.